# シュテファン・オルテガ
シュテファン・オルテガ・モレノ（Stefan Ortega Moreno, 1992年11月6日 - ）は、ドイツ・ヘッセン州カルデン出身のサッカー選手。プレミアリーグ・マンチェスター・シティFC所属。ドイツ代表。ポジションはGK。

## 経歴
2007年にアルミニア・ビーレフェルトのユースチームに入団。2010年にチームⅡに昇格。翌2011年にトップチームに昇格。当時のトップチームはドリッテリーガ (3部リーグ)で闘っていた。2012-13シーズンは1試合の出場に終わったものの、チームは2位に入り、ツヴァイテリーガ (2部リーグ)に昇格。2013-14シーズンは2部リーグで15試合に出場した。
2014年7月1日、TSV1860ミュンヘンと契約。同チームで3年間プレー。
2017年7月1日、アルミニア・ビーレフェルトと契約し古巣に復帰。復帰後は正GKに定着し、『2部リーグベストGK』と称されるようになった。2部リーグで上位争いをしていた2019-20シーズン中には、バイエル・レバークーゼンが、オルテガの獲得に乗り出したものの、オルテガは自らの夢を叶えるべく、レバークーゼンからのオファーを断り、ビーレフェルトの一員としてブンデスリーガ昇格を目指すことを決意。チームは2部リーグ優勝を果たし、2008-09シーズン以来のブンデスリーガ復帰が決定。シーズン終了後にはキッカー選定の2部リーグベストイレブンに選出された。
2022年7月1日、マンチェスター・シティFCと3年契約を締結したことが発表された。シーズン開幕からエデルソン・モライスの控えとしてベンチ入りを続け、同年10月26日チャンピオンズリーグ第5節ボルシア・ドルトムント戦で加入後初出場を果たした。リーグ戦では、チームのリーグ3連覇が決まった翌2試合を含めた3試合に出場。エデルソンからポジション奪取するには至らなかったが、FAカップでは6試合に出場し失点をわずか1に抑え、チームの優勝に大きく貢献した。
2023ｰ24シーズンも、引き続きエデルソンの控えにとどまっていたが、第37節トッテナム戦でエデルソンの負傷により途中出場すると好セーブを連発。86分にはソン・フンミンとの1vs1をビッグセーブし、同試合のPOTMに選ばれた。